# Madame Butterfly (filme de 1915)
Madame Butterfly é um filme mudo de 1915 dirigido por Sidney Olcott. O filme tem a duração de 50 minutos em 5 bobinas. O filme é baseado no conto de 1898, Madame Butterfly, de John Luther Long. A obra teve uma ópera e uma nova adaptação em 1932.

## Sinopse
A história de uma mulher japonesa e a tragédia que acontece quando ela se apaixona por um oficial da marinha americana.

## Elenco
Segue abaixo a tabela do elenco.
| Ator                | Personagem         | Detalhes                     |
| ------------------- | ------------------ | ---------------------------- |
| Mary Pickford       | Cho-Cho-San        | Esposa japonesa              |
| Marshall Neilan     | Tenente Pinkerton  | Oficial da Marinha dos EUA   |
| Olive West          | Suzuki             |                              |
| Jane Hall           | Adelaide           |                              |
| Lawrence Wood       | Pai de Cho-Cho-San |                              |
| Caroline Harris     | Mãe de Cho-Cho-San |                              |
| M.W. Rale           | O Nakodo           |                              |
| William T. Carleton | O Cônsul americano | Creditado como W.T. Carleton |
| David Burton        | O Príncipe         |                              |
| Cesare Gravina      | O Adivinho         |                              |
| Frank Dekum         | Oficial da Marinha |                              |
| Ruth Gordon         | Figurante          | Não-creditado                |

## Produção
Madame Butterfly foi filmado em Plainfield e Bernardsville, em Nova Jersey. Segundo relatos, a atriz principal Mary Pickford brigava constantemente com Sidney Olcott sobre o personagem. Olcott queria que Pickford fosse mais reservada e achava que ela era "muito americanizada para interpretar uma japonesa".

## Lançamento
O filme foi lançado em 8 de novembro de 1915, em Nova Iorque, e 12 de outubro de 1917, em Paris. Uma cópia está guardada na Biblioteca do Congresso dos Estados Unidos, em Washington, DC, uma na George Eastman House em Rochester, em Nova York, e outra na Cinémathèque française em Paris.

## Mídia doméstica
Madame Butterfly foi lançado em DVD-R da região 0 pela Alpha Video em 7 de julho de 2015.